# Theodor Axenfeld
Pour les articles homonymes, voir Axenfeld.
Karl Theodor Paul Polykarpus Axenfeld né à Smyrne (Empire ottoman) le 24 juin 1867 et mort le 29 juillet 1930 est un ophtalmologiste allemand.
De réputation internationale, il a laissé son nom à plusieurs termes utilisés en ophtalmologie.

## Biographie
Quand il était encore enfant, sa famille retourna en Allemagne à Godesberg. Il obtint son doctorat en médecine en 1890 à l'université de Marbourg. 
En 1896, il devint l'assistant de Wilhelm Uhthoff (1853-1927) à Breslau, et en 1897 directeur de la clinique ophtalmologique universitaire de Rostock. En 1901, il obtint la chaire d'ophtalmologie de Fribourg, où il demeura jusqu'à sa mort en 1930.
En 1925, il fut choisi comme président de la Société allemande d'ophtalmologie (Deutsche ophthalmologische Gesellschaft). Il a pour disciple Friedrich Ernst Kruckenberg (1871-1946).

## Publications et recherches
Il s'est impliqué dans tous les aspects de l'ophtalmologie et est associé à près de 200 travaux écrits concernant l'œil, y compris un manuel important d'ophtalmologie intitulé Lehrbuch und Atlas der Augenheilkunde (1909). Il a également publié de nombreux articles sur le glaucome, les troubles de la rétine, le trachome et d'autres maladies des yeux. Il s'est particulièrement intéressé aux infections bactériennes de l'œil. En 1909, la Société allemande d'ophtalmologie lui a décerné la Médaille Graefe pour ses recherches en ophtalmie sympathique (en). Il a aussi reçu la médaille d'or de la Société Américaine d'ophtalmologie.

## Éponymes
Plusieurs termes en ophtalmologie portent son nom, parmi lesquels :
- l'anse ou boucle nerveuse d'Axenfeld : Une branche nerveuse ciliaire postérieure qui joue un rôle dans la sclère ;
- le fuseau d'Axenfeld-Kruckenberg : dépôt de pigments sur la face postérieure de la cornée, souvent associé à une myopie ;
- la conjonctivite d'Axenfeld : conjonctivite provoquée par Moraxella lacunata, parfois appelées bacille ou conjonctivite de « Morax-Axenfeld » du nom de Victor Morax (1866-1935), qui a lui aussi décrit cette affection ;
- l'opération d'Axenfeld : anciennes techniques de chirurgie des paupières ;
- le syndrome d'Axenfeld-Schürenberg : affection très rare affectant le nerf oculomoteur (paralysie cyclique alternant avec des spasmes)[3] ;
- le syndrome d'Axenfeld-Rieger (en): ensemble d'affections génétiques rares caractérisées par une dysgénésie (malformation) du segment antérieur de l'oeil (embryotoxon de la cornée, une ligne de Schwalbe distincte et une adhésion de l'iris à la ligne de Schwalbe) et des malformations extra-oculaires variables[4].